# 向島 (香川県)
向島（むかえじま）は、香川県の直島諸島に属する島。

## 概要
面積は0.76km2、周囲4.7km。
行政区分は香川郡直島町。人口は17名。通称　”むかえ”。
”本島”と呼ばれる直島の東側に位置に位置する。島外への移動は自家用船を利用している。かつては通学用のスクールボートが直島との間を結んでいた。水道は対岸の直島から海底送水により供給されている。

## 交通
定期航路は存在しないため、宇野港・高松港・直島港からチャーター船の利用が必要となる。